# 平田百貨店
平田百貨店（ひらたひゃっかてん）は、20世紀前半の朝鮮の京城で営業していた日本人経営の百貨店である。京城では三中井・丁子屋・三越・和信と合わせて五大百貨店と呼ばれていた。

## 沿革
平田百貨店の創業者・平田智恵人は1908年に京城に渡り、本町一丁目（現・鍾路）に和洋雑貨と家具の店を開業した。1915年と1922年に店舗を拡張し、1926年には本町通りに面した木造2階建ての店舗に改装した。
売り場面積こそ他の百貨店に比べると小さかったが、本町の入り口に位置した平田は入りやすさが売り物で、日用雑貨や食料品の大量仕入れで安値を売り物にする今日のスーパーに近い業態で営業していた。

## 戦後
1945年の太平洋戦争終戦で対外資産の全てを失い、平田百貨店は消滅。1946年2月に萬物廛（マンムルジョン）という名前で営業を再開したが、1947年3月の火災で建物は全焼。
その後朝鮮戦争後の混乱の中で、跡地にキャバレー高美波（コミパ）として営業を開始したものの、1959年1月に火事で焼失した。1960年には舞鶴聲（ムハクソン）と名前を変えて同じくキャバレーとして営業を再開した。1967年に極東建設が舞鶴聲の敷地を買い取って大然閣ビル建設に着手、1969年4月30日に22階建ての大然閣ホテルがオープンした。しかし、1971年12月25日、同ホテル1階のコーヒーショップから出火、ビルが炎上して163名が死亡、そのうち39名が墜落死という大惨事となった（大然閣ホテル火災事故）。
その後改装してビクトリアホテルに名称を変更して営業したのち、高麗大然閣タワー（コリョデヨンガクタワー／朝・고려대연각타워）と改称、オフィスビルとなった。